# Грешница (община Кичево)
 Тази статия е за кичевското село.  За поречкото вижте Грешница (община Брод).  
Грешница (изписване до 1945 Грѣшница, на македонска литературна норма: Грешница; на албански: Greshnica) е село в Северна Македония в община Кичево.

## География
Разположено е в областта Горно Кичево в изочните склонове на Бистра.

## История
Според „Кичево в миналото си и сега“ Грѣшница е заселено от арнаути дошли от Полога в XVIII век.
В XIX век Грешница е село в Кичевска каза на Османската империя. Според статистиката на Васил Кънчов („Македония. Етнография и статистика“) в 1900 Грешница има 350 жители арнаути мохамедани.
На Етнографската карта на Битолския вилает на Картографския институт в София от 1901 година Грешница е чисто албанско село в Кичевската каза на Битолския санджак с 40 къщи.
След Междусъюзническата война в 1913 година селото попада в Сърбия.
На етническата си карта на Северозападна Македония в 1929 година Афанасий Селишчев отбелязва Грешница като смесено българо-албанско село.
Според преброяването от 2002 година Грешница има 1480 жители.
| Националност | Всичко |
| македонци    | 2      |
| албанци      | 1475   |
| турци        | 0      |
| роми         | 0      |
| власи        | 0      |
| сърби        | 0      |
| бошняци      | 0      |
| други        | 3      |

От 1996 до 2013 година селото е част от община Заяс.